# Holopyga
Holopyga (лат.) — род ос-блестянок из подсемейства Chrysidinae (Elampini).

## Описание
Осы-блестянки небольшого размера (4—9 мм). Пунктировка тела двойная. Третий тергит брюшка длиннее и уже, чем у самцов. Базальная жилка переднего крыла сильно изогнутая.
Обычно крупные тяжелотелые ос, некоторые из которых нападают на наземно гнездящихся ос Crabronidae. Пока что единственным подтвержденным хозяином бразильского вида является Solierella minarum Ducke, 1907, атакованная Holopyga wagnerella du Buysson, 1904 (Rocha-Filho et al. 2019). Holopyga легко отличить от других родов Elampini по следующей комбинации признаков: скапальное основание поперечно рифленая; присутствует генитальный киль; Rs&M2 v круто загнут медиально и расходится с M+Cu2 v перед cu-a2 v; 1Cu2 c и R2 c с волосками; тарзальный коготок с двумя или более дополнительными зубцами (редко с одним); мезоплевроны отчетливо килеватые и угловатые; нотаули обычно слабо выражены.

## Классификация
Около 100 видов. В составе рода выделяют подрод Chamaeholopyga Linsenmaier, 1987 (Holopyga (Chamaeholopyga) parvicornis  Linsenmaier, 1987; Испания). В Средней и Южной Европе 30 видов (в Европейской части России 3-4 вида).
- Holopyga amoenula Dahlbom, 1845[2]
- Holopyga austrialis Linsenmaier, 1959
- Holopyga boutheryi Brèthes, 1902
- Holopyga chrysonota (Forster, 1853)[3]
- Holopyga cypruscula Linsenmaier, 1959
- Holopyga dichroica Rosa, 2025[4]
- Holopyga duplicata Linsenmaier, 1997
- Holopyga fastuosa (Lucas, 1849)
- Holopyga fervida (Fabricius, 1781)[5]
- Holopyga generosa (Förster, 1853)
- Holopyga gogorzae Trautmann, 1926
- Holopyga guadarrama Linsenmaier, 1987
- Holopyga hortobagyensis Móczár, 1983
- Holopyga iheringi du Buysson, 1901
- Holopyga ignicollis Dahlbom, 1854
- Holopyga inflammata (Förster, 1853)
- Holopyga insperata Mocsáry, 1889
- Holopyga lucida  (Lepeletier, 1806) 
  - = Holopyga jurinei Chevrier, 1862
- Holopyga lucens Rosa, 2018[6]
- Holopyga lucida (Lepeletier, 1806)
- Holopyga lunae Lucena, 2022[1].
- Holopyga luzulina Dahlbom, 1854
- Holopyga mauritanica (Lucas, 1849)
- Holopyga mavromoustakisi Enslin, 1939
- Holopyga merceti Kimsey, 1991
- Holopyga metallica (Dahlbom, 1854)
- Holopyga minuma Linsenmaier, 1959
- Holopyga miranda Abeille de Perrin, 1878
- Holopyga mlokosiewitzi (Radoszkowski, 1876)
- Holopyga parvicornis Linsenmaier, 1987
- Holopyga piliventris Ducke, 1907
- Holopyga pseudovata Linsenmaier, 1987
- Holopyga punctatissima Dahlbom, 1854
- Holopyga rubra Linsenmaier, 1999
- Holopyga sardoa Invrea, 1952
- Holopyga trapeziphora Linsenmaier, 1987
- Holopyga ujkelyiana Mocsáry, 1914
- Holopyga vigora Linsenmaier, 1959
- Holopyga wagnerella du Buysson, 1904
- другие

## Синонимы
- Halopyga Dahlbom
- Oar Semenov
- Psacas Semenov
- Pseudhedychrum Abeille